# Erich Lowinsky
Erich Lowinsky bzw. Erich Lowinski, auch Eric Lowins, Künstlername Elow, (geboren 10. Februar 1893 in Berlin; gestorben 2. September 1978 in Los Angeles) war ein deutschamerikanischer Kabarettist. 

## Leben
Erich Lowinsky war ein Sohn des Kaufmanns Sigismund Lowinsky und der Helene Baum. Er verließ 1908 das Realgymnasium, machte eine kaufmännische Lehre und arbeitete in dem Beruf. Er war von 1914 bis 1918 Soldat im Ersten Weltkrieg. Lowinsky wurde Mitglied der SPD. Er heiratete 1920 Berta Solomon, sie hatten einen Sohn. 
1925 gründete er das Kabarett der Namenlosen in Berlin. Nach der Machtübergabe an die Nationalsozialisten erhielt er ein Berufsverbot und konnte nur noch in Veranstaltungen des Jüdischen Kulturbundes auftreten. 1937 gründete er das Kabarett der jüdischen Autoren Die Touristen, dessen Programm im November im Berliner Brüdervereinshaus nur zweimal aufgeführt werden konnte. Das Programm hatte Beiträge von Elow, Martha Wertheimer, Lucian Schnell, Hilde Marx, Mala Laaser und Wilhelm Graff, als Schauspieler traten außerdem auf Ernst Nussbaum, Werner Hinzelmann, Gina Friedman, Martin Rosen, Stella Ehrlich-May, Steffi Ronau und Kurt Süßmann.
1939 emigrierte er mit der Familie in die Niederlande und von dort in die USA. In Los Angeles wurde er zunächst Direktor der von Walter Wicclair gegründeten Emigrantenbühne. Ab 1941 organisierte er eigene Kabarettabende und trat bis 1967 in verschiedenen Kulturveranstaltungen der jüdischen Emigranten auf. Er schrieb auch für die Zeitung Aufbau.

## Werke (Auswahl)
- Die Zeit der Witze ist vorbei. Conference eines jüdischen Kabarettisten. November 1937. In: Volker Kühn, Deutschlands Erwachen, 1989, S. 174–176